# Marlena de Blasi
Marlena de Blasi (ur. 3 maja 1952 w Schenectady, USA) – włoska pisarka, dziennikarka, krytyk kulinarny. Z pochodzenia jest Amerykanką, ale od kilkunastu lat mieszka we Włoszech. Obecnie razem z mężem zajmuje się organizacją wycieczek kulinarnych po Toskanii i Umbrii.

## Twórczość
- Lawinia i jej córki. Toskańska opowieść
- Amandine
- z jęz. angielskiego Magdalena Tulli: Tamtego lata na Sycylii. Świat Książki, 2010, ISBN 978-8324712991. → wydanie Muza, 2016: ISBN 978-8328703537

### SeriaTysiąc dni
- Tysiąc dni w Wenecji
- Tysiąc dni w Toskanii
- Tysiąc dni w Orvieto

### Seria kulinarna
- Smaki południowej Italii
- Smaki północnej Italii